# Confluencia (Chile)
Confluencia es un caserío ubicado en la comuna de Chillán de la Región de Ñuble, en Chile. Su nombre se debe a la confluencia de los ríos Ñuble e Itata, los cuales limitan la localidad en sus sectores norte y poniente, mientras que al oriente se ubica la localidad de Quinchamalí y al sur el sector de Chochoral y Santa Cruz de Cuca.
En esta localidad se ubica el Puente viejo de Confluencia cual es considerado Monumento nacional de Chile. En materia educacional, posee una escuela de Enseñanza básica, y en ámbito de festividades, se realizan el Festival de la Voz, y la Semana de aniversario de Confluencia, en el mes de febrero.
Desde 1971, en la localidad existe un campamento llamado "Línea Férrea Confluencia", cual, como su nombre lo indica, se ubica en plena línea férrea de la localidad, en terrenos que dependen de la Empresa de los Ferrocarriles del Estado, y que desde entonces, aún se encuentran tomados por lugareños, quienes se niegan a emigrar a otros sitios.